# Gothic (serie)
Gothic es una serie de videojuegos de rol creada por Piranha Bytes, y actualmente de su propiedad tras la quiebra de JoWooD Entertainment.
La saga consta de cuatro títulos, siendo el último de ellos ArcaniA: Gothic 4, desarrollado por Spellbound Entertainment.

## Introducción
La historia se basa en un mundo fantástico. Los humanos son reinados por Rhobar II que en su reinado pudo aplacar a todos sus enemigos, excepto a uno, los "orcos".
El juego comienza con nuestro héroe, que casualmente no tiene nombre, enviado a las minas de Khorinis, ahí se extrae un mineral mágico del cual se hacen armas muy poderosas e irrompibles para ser utilizadas en las guerras. A esa mina es enviado todo aquel que cometa un crimen, por pequeño que sea.
Para que los prisioneros no se escapen, el rey manda a los mejores magos del reino que creen una barrera mágica que no deje salir a los prisioneros. Pero algo sale terriblemente mal y todo el que entre a la barrera no puede salir. La barrera se expande más de lo que los propios magos tenían previsto, y también les atrapa dentro.
En ese tiempo los presos eliminan a los guardias y se hacen con el control de las minas, formando tres campamentos: el Campamento Viejo, el Campamento Nuevo y el Campamento de la Hermandad.
Este juego, tiene 4 entregas: Gothic 1, Gothic 2 (que tiene una expansión llamada The Night of the Raven), Gothic 3 (que al igual que su precuela tiene una expansión llamada Gothic 3: Forsaken Gods) y Arcania.

## Videojuegos de la serie

### Gothic
Con este videojuego se inicia la serie Gothic. La fecha de lanzamiento de esta primera entrega se remonta al año 2001, siendo en este caso el desarrollador Piranha Bytes y el distribuidor Friendware.
Aspectos a destacar de este gran juego serían los gráficos (bastantes buenos para su época), la banda sonora (la música dependerá del sitio por donde se mueva el personaje, o de si está peleando o no), y como no, de su magnífica historia. También cabe destacar el mundo vivo que hay en Gothic: mercenarios haciendo guardia, herreros forjando armas, cavadores en la mina, etc. Cabe poner de relieve una cualidad del juego: conforme avanzas en la historia, los distintos personajes del juego te van ofreciendo más misiones. Lo notable de esta entrega también es el mundo animal que habita sobre todo en los oscuros bosques del valle de las minas. Y como no la gran variedad de armas, tanto cuerpo a cuerpo como a distancia (arcos y ballestas).
La historia de este juego se desarrolla en un ambiente épico. Todo comienza con la clásica, pero que tanto gusta a los jugadores, guerra de los humanos contra los orcos. La guerra va mal para los humanos, se precisa de cierto mineral mágico muy escaso para la forja de armas ya que es el único con el que se pueden forjar buenas armas para la batalla y el rey Rhobar II intenta poner solución al problema. Al parecer, en una isla del reino, llamada Khorinis, hay bastantes minas de este mágico mineral. Pero… es necesaria mano de obra para obtener este mineral.
La solución la encontró en los presidiarios. Toda persona acusada de cualquier delito, por mínimo que este sea, será condenado a cavar en las minas de Khorinis. Y para que estos no escapasen, el rey envió a una serie de magos para que crearan una barrera mágica que rodearía el valle de las minas, lugar de obtención del renombrado mineral.
Esta barrera tenía la capacidad de dejar entrar todo ser vivo, pero de matar a todo aquel que intentara salir de ella. Algo salió mal, y la barrera creció desmesuradamente dejando a los mismos magos dentro de la barrera. Los reos que estaban cavando en las minas se sublevaron a la guardia real y se hicieron con el poder dentro de la barrera. Ahora la situación es aún más difícil para el rey. Los ahora señores del valle de las minas ponen altos precios a la carga de mineral que sale del valle de las minas. Pero el rey no tiene otra opción… tiene que negociar y aceptar sus demandas. Así, y con todo esto, se forman tres facciones dentro de la barrera. La mayoría de los reos se agrupan y forman el llamado Campamento Viejo. Otros, descontentos con la constante corrupción de este, se agrupan en el Nuevo Campamento. Para finalizar, unos últimos delincuentes se agrupan en un pantano para formar, valga la redundancia, el campamento del Pantano, defendido por los temidos templarios.
En este momento es cuando entra en escena el héroe sin nombre. El personaje principal es acusado de un crimen y lo introducen en la barrera… Ahora es tuya la decisión de unirte a una facción u otra… Tu objetivo: salir de ese infierno, romper la barrera.

### Gothic II
Este videojuego supone la consolidación de la serie en el mundo de los RPG, y junto al Gothic 3 es el más conocido.
Su fecha de lanzamiento fue en el año 2005,y su expansión supone un complemento imprescindible para el total disfrute de este juego. En este juego, aunque el equipo desarrollador sigue siendo Piranha Bytes, los distribuidores ahora son Nobilis Ibérica.
El videojuego sigue más o menos la misma tónica que su predecesor. El motor gráfico es el mismo que el de la anterior entrega, aunque con alguna mejora en las texturas en general (bosques, cielo, enemigos bastante mejorados). En lo que se refiere a la banda sonora, es bastante parecida a la de Gothic I, una BSO envolvente y que cambia según la situación en la que se encuentre nuestro personaje. Un aspecto que ha sido bastante mejorado ha sido la jugabilidad (se ha simplificado el control del personaje). Por lo tanto, mejorado consecuentemente el sistema de combate (el cual ha sido muy laureado por la comunidad de jugadores Gothic). Gothic II, al igual que el anterior sigue siendo un mundo realmente vivo (como ejemplo podremos ver un pregonero poniendo al día al populacho, o al pegar a alguien en la ciudad, si eres visto por otro ciudadano se te impondrá una multa.), algo que también es bastante atrayente a la hora de sumergirse en las aventuras del héroe sin nombre. Aunque, como en el Gothic I, el mejor aspecto de este juego es su magnífica historia, que continúa tras la caída de la barrera mágica que se comentó anteriormente. También cabe destacar las nuevas habilidades que se añaden en esta entrega (forjar varios tipos de armas, alquimia, etc).
La historia continúa exactamente donde la dejamos con el antecesor Gothic. La barrera ha sido echada abajo, pero ahora hay una nueva amenaza que pone en peligro la supervivencia de toda la gente de la isla de Khorinis: dragones enviados por el mismísimo dios del mal (Beliar). La única manera de vencer a estos dragones es mediante el uso de un amuleto: el Ojo de Innos.
Esta vez la misión consiste en hacerse con el Ojo de Innos y derrotar a todos los dragones que asolan la tierra. De nuevo, como en el otro Gothic, tendremos la posibilidad de unirnos a tres grupos distintos: unirnos a la ciudad (haciéndonos primero milicianos y luego paladines), hacerse mago en el monasterio, o volver con tus antiguos compañeros de la colonia que se han establecido como mercenarios en la granja de un rico terraniente, los cuales defienden las tierras de la ciudad por los agotadores impuestos.

#### Gothic II: The Night of the Raven
The Night of the Raven es la única expansión que acompaña a Gothic II. Supone el perfecto complemento para Gothic II, la experiencia de juego no será la misma si no se instala dicha expansión. Cabe destacar el aumento notable de la dificultad que imprime la expansión al Gothic II. Esta, entre otras cosas trae las siguientes novedades:
- Adición de un nuevo mundo (Jharkendar).
- Nuevas cofradías (magos de agua, piratas, etc.)
- Nuevas misiones, diferentes caminos de resolver anteriores misiones del gothic II.
- Nuevos personajes, animales, amuletos mágicos, hechizos, armaduras, armas, etc.
- Una nueva BSO para el nuevo mundo.

La historia de la expansión está perfectamente integrada en la del juego original. Esta vez, además de eliminar a los dragones, tendremos que investigar lo que comienza con unos extraños temblores de tierra y la desaparición de una serie de personas en la isla de Khorinis. Nuestras investigaciones nos llevarán a Jharkhendar, una parte desconocida de la isla de Khorinis y que llevaba aislada de la isla desde hace mucho tiempo. Un portal de teletransporte ha sido de nuevo abierto gracias al héroe sin nombre, ante el jugador se abre un mundo bastante variopinto (desde un desierto hasta un pantano) salpicado con los restos de unas antiguas ruinas. Tendrás que averiguar ya en estas tierras el misterioso origen de los terremotos y el porqué de la desaparición de dicha cultura antigua.

### Gothic 3
El juego comienza después de que en el Gothic 2 hayamos derrotado al dragón muerto viviente, cuando todos los amigos del héroe sin nombre se dirigen hacia el continente con el barco de los paladines. Al llegar, encuentran que Myrtana ha sido conquistada casi en su totalidad por los orcos, y solo la capital, Vengard, resiste gracias a una barrera mágica que hace que nadie pueda entrar ni salir por medios naturales. En Myrtana quedan algunos grupos reducidos de rebeldes, que se esconden en los bosques y las montañas para hacer frente a los orcos. En cambio hay algunos humanos que se han unido a los orcos y ahora trabajan para ellos como mercenarios. En Nordmar la situación es bien distinta, ya que los humanos de los clanes aún tienen el dominio de sus tierras, si bien sufren los constantes ataques orcos. En Varant, las tierras del sur, los hashishins, aliados de Beliar, son los dueños de las ciudades, y colaboran con los orcos. Los nómadas del desierto, aliados de los magos de agua, se esconden en cuevas y oasis mientras intentan recuperar sus antiguas ciudades. Además, Xardas ha contribuido a que se pierda la magia rúnica, así que ahora tanto los magos como los paladines no pueden usar runas. Pero para contrarrestar esto se han puesto a estudiar la magia de los antiguos, con la cual se pueden aprender hechizos sin usar runas. Desde el principio, los magos de fuego nos hablarán de los cálices de fuego, unos artefactos que tenían gran poder mágico, pero que con el paso de los siglos lo han perdido. Nos pedirán que recuperemos su poder. También son de vital importancia los objetos antiguos de Adanos, que todas las facciones intentarán conseguir.
Podremos seguir tres caminos diferentes, dependiendo de a quien ayudemos: rebeldes, orcos o hashishins. En el Gothic 3 hay un cambio importante respecto a los anteriores, ya que no te unes definitivamente a una cofradía, como por ejemplo hacías antes con los magos de fuego, mercenarios o paladines en el Gothic 2. Ahora vas más por libre, pudiendo obtener armaduras de magos de fuego, magos de agua, paladines y hashishins con el mismo personaje. Lo más importante es ahora la reputación que tengas con cada bando. Al hacer misiones importantes para una facción, tu reputación con ellos crece. También cuando haces misiones secundarias en una ciudad, tu reputación en esa ciudad aumenta. Normalmente los orcos y hashishins no te dejarán ver al líder de su ciudad hasta que no tengas el 75% de reputación en esa ciudad.
El inventario también ha cambiado. Ahora se maneja todo con el ratón, y hay diferentes apartados: armas, armaduras,... para hacer más fácil la búsqueda de un objeto concreto. El sistema de misiones, así como la hoja del personaje, el inventario y el libro de hechizos han sufrido un gran cambio en su aspecto gráfico, que ha sido revitalizado.
En cuanto al sistema de combate cuerpo a cuerpo, ha sufrido un gran cambio. Antes nos manejábamos con el teclado, mientras que ahora predomina el ataque con el ratón. Con cada clic damos una estocada, y el combate se vuelve crónico e insoportable. No sirve de nada NUNCA defenderse. Los orcos tampoco se defienden, y se quedan mirando a tu alrededor mientras les atacas. Los únicos que son peligrosos son los chamanes y los orcos con ballesta, que te atacarán mientras estés atacando a otros. También hay criaturas que se han vuelto muy peligrosas, como por ejemplo los lobos de hielo y los ogros.
Si hablamos de gráficos, el Gothic 3 ha dado un gran salto respecto a los anteriores. El motor gráfico está mucho más desarrollado, y los gráficos son muchísimo mejores. Las sombras, los efectos del agua, los enemigos, el paisaje,... todo es mucho más agradable a la vista. En cambio las caras de los personajes en general están poco trabajadas y mal hechas, la mayoría de ellos son calvos y cuesta ver hombres con barba aparte del héroe, además los amigos del héroe son irreconocibles cosa que no ha gustado mucho a los aficionados, un craso error , blasfemo incluso. Además la fisonomía de todos los personajes es repetitiva y antiestética, especialmente los hashishins son clónicos, tan solo hay tres clases de personajes que se repiten constantemente. Esto hace el juego artificial y aburrido.
Como aspectos negativos principalmente diremos que es un juego que requiere una máquina muy potenete, y que además está plagado de bugs. Existen múltiples errores que han sufrido los aficionados, y que de momento no todos están resueltos. Desde cuelgues constantes, a personajes que traspasan paredes, objetos que desaparecen, y un largo etcétera. Además, la historia deja de ser tan atractiva y envolvente como la de los juegos anteriores; está menos trabajada, las misiones son sencillotas y sin elaboración, del tipo: ve allá y salva el mundo.  Los diseñadores se han decantado por mejorar los gráficos, otra muestra de la degradación creciente del género del rol , apostándose por una vacua espectacularidad, que no es tan lograda realmente. El sistema de combate es erróneo, habiendo logrado la espada bastarda ya somos prácticamente invencibles (se consigue a niveles bajos y es muy difícil encontrar mejores), por otro lado carece del increíble dinamismo de Gothic 1 y 2. El nuevo motor gráfico empuja a un realismo nada atractivo en monstruos, armaduras, etc. Faltan buenos vídeos cuando se llega a momentos importantes de la historia, ya que solo encontramos el del principio, que es bastante bueno pero que es el único. También falta ambiente de Gothic, apenas se habla de la isla de Khorinis, el único que la menciona es Thorus de pasada.

## La serie Gothic en Nintendo Switch
En el año 2023, dos entregas de la serie llegarán a la consola Nintendo Switch. THQ Nordic ha preparado un puerto de consola portátil del código original del juego, sin remasterización y sin modificaciones (aunque con numerosas correcciones). La primera parte de la serie, Gothic Classic, fue lanzada el 28 de septiembre de 2023. La segunda parte, Gothic II Complete Classic, junto con la expansión Noc Kruka, tendrá su lanzamiento el 28 de noviembre de 2023.

## El Mundo deGothic

### Los Salones de Irdorath
Es una isla escondida en una región del mar cercana a Korinis, es uno de los cuatro grandes templos de Beliar en Myrtana, aunque este y otro más fueron hechos desaparecer cuando los paladines del Rey empezaron a destruir los templos. Sirve como baluarte y nido de dragones.

### El Valle de las Minas
Si algo ha dado a conocer a la isla de Khorinis, esto ha sido el valle de las minas; un extenso terreno montañoso que sirvió en un tiempo como colonia penal para los criminales del continente. A este valle eran enviados principalmente los peores criminales del país para que trabajaran como cavadores de mineral mágico, elemento usado para crear las armas que las tropas del rey usaban para combatir a los orcos. Pero con el inicio de la segunda guerra orca, el rey se vio obligado a enviar a la colonia a cualquier persona que cometiera un crimen, por pequeño que fuera, debido a lo mal que iba la guerra con los orcos. El valle de las minas estuvo cubierto por una barrera mágica que tenía como aparente propósito impedir que los prisioneros pudieran escapar, pero debido a un descuido de la guardia del rey en la colonia, los prisioneros se hicieron con el control del valle de las minas obligando al rey a negociar el preciado mineral por todo lo que los prisioneros pedían. Desde la destrucción de la barrera y la eliminación de los dragones de esta, se desconoce el estado actual del valle de las minas.

#### El Campamento Viejo
Asentado alrededor del viejo castillo, el "Old Camp" fue el primer campamento fundado por los convictos y fue a su vez el más grande. Estaba situado en el centro geográfico de la colonia. De él se escindieron los otros dos campamentos que buscaban sus distintos planes de fuga. Gracias al intercambio de mercancías que mantenía con el mundo exterior el Old Camp era el más poderoso de todos. Gómez y los magnates del mineral controlaban el comercio con el mundo exterior. Para el campamento organizaron una jerarquía en la que ellos eran la cúspide, seguidos por los guardias, cuya cabeza era Thorus, encargados de la vigilancia del campamento y de la extorsión a los cavadores. Las sombras se encargaban del control y la gestión del anillo exterior del campamento y de la vieja mina, también eran seleccionados por ser hombres habilidosos. Los cavadores eran el estrato inferior, su único cometido era extraer mineral de la mina para que pudiese llevarse la cantidad acordada una vez al mes al borde de la barrera.
Los magnates del mineral son: Gómez, el más importante de ellos; Raven, su mano derecha; Scar y Arto que son más bien guardaespaldas, y Bartholo, el maestro de las provisiones
Los guardias se distribuyen por zonas para ejercer la extorsión a los cavadores: Bloodwyn, Nek/Fletcher y Jackal. En la mina vieja Ashgan es el guardia más importante pero solo obedece a Ian, el jefe de la mina.
Distribuidos por el anillo exterior las sombras más influyentes ponen a prueba a los recién llegados que quieren unirse a las filas de Gómez, el más influyente de ellos es Diego, encargado de hacer propaganda a los nuevos del Old Camp cuando son arrojados dentro, también tiene otras tareas en el campamento aunque le fue prohibida la entrada al castillo por un incidente relacionado con el desmoronamiento de una de las torres.
Debido al colapso de la vieja mina Gómez tomó la decisión de asaltar la mina libre, propiedad del New Camp, sin embargo el héroe reconquistó la mina. En los últimos momentos el campamento vivió en un estado de semi-anarquía. Gómez fue asesinado.
Los supervivientes que lograron escapar de la colonia se refugiaron en las montañas y bosques cercanos a Khorinis asaltando los caminos. El grupo más importante siguió a Raven hasta la ciudad oculta de Jarkhendar.

#### El Campamento Nuevo
El Campamento Nuevo fue fundado por algunos presos que no estaban de acuerdo con enviar mineral al rey. Se separaron del Old Camp y empezaron a excavar mineral en el extremo norte del valle para poner en funcionamiento el plan que estaban desarrollando los Magos del Agua. Estos acabaron por marcharse también. Según el plan, con la suficiente cantidad de mineral se lograría hacer una explosión mágica que desestabilizaría la estructura de la barrera y provocaría su desaparición. Los magos del agua, que junto con los magos de fuego habían sido los artífices de la barrera, se hicieron los víctimas acusando al rey de carcelero, lo que mejoró sus relaciones con la chusma del campamento. Les llevó varios años recolectar todo el mineral necesario y tener todos los preparativos listos, sin embargo, el héroe quitó toda la energía mágica del montículo para recargar la espada Uriziel.
El Campamento Nuevo se asentaba sobre una gran cueva caliza cerca del nacimiento del río que atraviesa todo el valle. Con mucha certeza se podría afirmar que el lugar fue en la antigüedad una ciudad escondida de los constructores, la civilización que adoraba a Adanos. Los restos de su arquitectura están por todo el valle: en el pantano hay un viejo templo y en los acantilados un viejo monasterio de adoradores de Adanos.
El plano del campamento era radial, las casas se asentaban alrededor de la reja que protegía el montículo. En la zona alta de la cueva había unas viejas estructuras que usaban los magos como vivienda.
Los primeros hombres en llegar fueron Lee, Lares, Homer y el señor del arroz. Los dos primeros organizaron a los combatientes, Homer se encargó de la planificación y construcción de la presa y el señor del arroz del suministro de la comida. Como esta era escasa y se basaba en arroz únicamente, los hombres de Lares empezaron a asaltar y robar mercancías del Old Camp que venían del exterior. A pesar de su carácter violento, Gómez supo controlarse en esas situaciones y nunca tomó represalias contra el New Camp, por lo que desde cierto punto de vista, el ataque a la mina libre se lo estaban buscando desde hace tiempo...

#### El Campamento del Pantano
Cinco años antes de que el héroe sin nombre fuera encarcelado en la colonia, un cavador del Old Camp llamado Berion tuvo visiones que le hicieron creer en la existencia de un poderoso dios que le liberaría. Desde aquel momento y guiado por las visiones reclutó gente y se dirigió al templo en ruinas en medio del pantano.
Allí fundaron el campamento de la Hermandad y mandaron evangelizadores del Durmiente a los demás campamentos para poder llevarse nuevos acólitos al campamento a que fuesen adoctrinados. Muchos de ellos procedían del Old Camp, al ser las condiciones de vida bastante malas y oír las promesas fáciles de liberación.
Los miembros nuevos eran pasados por centros de adoctrinamiento con las enseñanzas del Durmiente y después trabajaban duro en las labores del campamento recogiendo hierba del pantano y procesándola para su venta. Aquellos que mostraban un especial interés en el durmiente y cumplían bien las tareas eran ascendidos a novicios y solo aquellos que su fe en el durmiente era ciega podían convertirse en templarios con el título de Gor Na, los guardias del campamento, cuyo líder era Angar. Los gurús eran los maestros y guías espirituales del campamento, además enseñaban la magia del Durmiente (en realidad de Beliar) a los novicios.
Cuando el héroe se presentó en el campamento casi todos los preparativos estaban listos para una gran invocación al durmiente. Este ayudó a recuperar uno de los focos mágicos, así como a encontrar un poder para preparar espiritualmente a los novicios en los huevos de reptadores. Cuando se realizó la invocación se tardó poco en descubrir que el durmiente no era el liberador que pensaban sino una criatura maléfica. Por desgracia poco después de darse cuenta de esa gran verdad Y'Berion murió. Obcecado en la búsqueda del Durmiente, el segundo al mando, Cor Kalom desapareció llevándose consigo muchos templarios y novicios fanáticos. Angar se convirtió en líder del campamento y proporcionó la ayuda que pudo al campamento nuevo en sus planes de huida tal y como había expresado Y'Berion en sus últimas palabras.

### Khorinis
Khorinis es una isla oriental de Myrtana. Su principal fuente de recursos es el mineral del valle de las minas, recurso muy demandado por el reino para la creación de armas y armaduras extremadamente buenas y como pago ya que es incluso más valioso que el oro. Debido a estas razones muchos pueblos se asentaron en la isla. Los seguidores de Adanos levantaron varias ciudades, de las cuales Jharkendar fue la más importante. También se asentaron en la desembocadura del río del valle de las minas, que más tarde se convertiría en un pantano. Más tarde llegó un clan de los orcos, que estuvo luchando contra Jharkendar y otros clanes. También llegaron los primeros seguidores de Innos a la isla, fundando la ciudad portuaria de Khorinis. Debido al poder corruptor de un artefacto que había traído la casta guerrera, Jharkendar fue pasto del fuego y las inundaciones provocadas por el mismísimo Adanos. Aquel valle quedó olvidado. Para protegerse de otros clanes y de la incipiente ciudad de Khorinis cinco chamanes orcos invocaron a una poderosa criatura maléfica en la tierra, elegida de Beliar: el Durmiente. Los chamanes pasaron a ser zombis así como los trabajadores que habían levantado el templo subterráneo. Los orcos consiguieron matar al general más importante de Khorinis que poseía la espada Uriziel. Estos la guardaron en el templo al no saber usarla.
Con el reinado de Rhobar I la isla fue conquistada casi por completo. Durante la segunda guerra orca, Rhobar II envió a todos los presos del reino al valle de las minas e hizo crear una barrera mágica para que no pudiesen escapar.
El transporte del mineral al continente lo llevaba la compañía Araxos de Fernando, uno de los ciudadanos del barrio alto de Khorinis.
En la situación de Gothic II, en los bosques proliferan mucho más que antes bandidos -que se escaparon del Valle de las Minas- y más animales salvajes que nunca. Se rumorea que incluso puede haber algún orco. El rico hacendado Onar ha hecho un trato con Lee y otros convictos del Campamento Nuevo para que le protejan la granja de la milicia de la ciudad, provocando la antesala a una guerra civil. Los apacibles caminos de antes, donde apenas antes había alguien, ahora te encuentras con bestias y bandidos, y nunca sabes lo que te aguarda en el siguiente recodo del camino. En la ciudad la situación es también caótica. La milicia de la ciudad, ve impotente cómo los robos aumentan y definitivamente se descubre que hay una cofradía de ladrones en Khorinis. Para acabar, un grupo de paladines venidos del continente, liderados por Lord Hagen, han llegado a la ciudad, han usurpado su poder al gobernador local y han obligado a trabajar a los comerciantes para equiparlos. En esta situación entra el héroe en Khorinis, sin saber la que le espera...

### Jharkendar
Jharkendar fue en su día una imponente ciudad de la extinguida cultura de los constructores. Estaba situada al norte de la isla en un paraje muy montañoso, debido a la necesidad de estar bien protegidos frente a los orcos del interior de la isla. Sus únicos accesos eran un pequeño tramo de costa y un teletransporte que atravesaba las montañas. Su cultura se expandió por toda la isla llegando hasta el valle de las minas. La ciudad, a pesar de la antigüedad de la época, estaba muy avanzada para su tiempo; contaba con adoquinado, templos y lugares públicos así como un complejo sistema de teletransportes que acortaban las distancias a los ciudadanos. En el centro de la ciudad estaba el foro, la zona del comercio y las piedras de teletransporte que conectaban con cinco puntos diferentes de la ciudad.
La ciudad gozaba de una buena economía gracias al oro prospectado en las minas con el que se comerciaba en el continente. La búsqueda de mayor riqueza les hizo explorar el valle de las minas para obtener el preciado mineral.
Había un sistemas de castas o estamentos sociales por el cual el hijo heredaba la profesión del padre. Había muchas castas en Jharkendar, sin embargo, solo cinco de ellas eran realmente importantes y se encargaban del gobierno: Los guerreros, los eruditos, los curanderos, los sacerdotes y los guardianes de la muerte. Los eruditos eran considerados los más sabios y tenían la última palabra en el consejo de los cinco: órgano del gobierno formado por los jefes de cada casta. Los guerreros defendían Jharkendar de los enemigos y traían botines de guerra en sus aceifas por el continente. Los curanderos ayudaban a los enfermos y acompañaban a los guerreros en sus campañas. Los sacerdotes mantenían alta la moral de la gente predicando la balanza de Adanos y los guardianes de la muerte contactaban con los antepasados en busca de consejo y ayuda en momentos de dificultad. Cada una de estas castas tenía una gran mansión en Jharkendar para sus propios asuntos. Al ser edificios altos fueron de los pocos que sobrevivieron al tiempo.
El último periodo de la historia de Jharkendar se caracterizó por la corrupción que provocó en las gentes un artefacto traído de una campaña: la garra de Beliar. Rhademes, el hijo de Quarhodron, comandante de la casta guerrera, fue corrompido al poseer la espada y se rebeló contra el consejo de los cinco lo que provocó una guerra civil que devastó ampliamente la ciudad. Adanos en persona interfirió provocando una inundación. Los comandantes que habían sobrevivido prepararon una treta a Rhademes, encerrándole dentro del templo de Adanos para toda la eternidad. Para que no se expandiese la locura, los curanderos cerraron el portal para impedir el contacto con el mundo exterior. Los pocos supervivientes no se atrevieron a reconstruir la ciudad y se marcharon de allí. Algunos de ellos se recluyeron en un monasterio fortificado en los acantilados del valle de las minas, siendo pioneros en los hechizos de transformación.
Después de la destrucción de la barrera, Raven lideró a un grupo de refugiados al valle de Jharkendar, con el objetivo de devolverle el artefacto a su nuevo señor, Beliar.

### Myrtana
Es el reino medio o el "viejo imperio", fue una vez el primer reino real. El rey Rhobar II extendió sus territorios ocupando los reinos limítrofes.

### Nordmar
Región montañosa situada al norte de Myrtana, cubierta de hielo y nieve, donde podemos encontrar los clanes Lobo, Martillo y Fuego, así como el Monasterio, donde el héroe debe llevar los 12 cálices de fuego. La torre de Xardas también está situada en Nordmar. El rey Rhobar utilizó este reino para conseguir el mineral mágico, hasta que fue tomado por los orcos. Por lo cual se ve obligado a conseguir el mineral en Khorinis, el segundo y único sitio del que se puede sacar.

### Varant
Es el territorio desértico situado al sur de Myrtana, sus habitantes son los hashishins, aliados de los orcos.

## El Héroe
El protagonista de la saga de Gothic es un varón de entre veinte y treinta años, rubio y con perilla. Su procedencia exacta es incierta aunque se sabe que es del continente. Su nombre es desconocido incluso para él, parece ser que justo antes de ser lanzado a la colonia algo le hizo padecer amnesia. Suele ser amigable con la gente y es muy curioso, siempre preguntando a todo el mundo cosas lo que hace que haya gente que no le soporte. En muchas situaciones es irónico incluso en algunas de peligro. Es un hombre de muchos recursos al saber como ascender rápidamente desde la nada y conseguir su puesto en el mundo además aprende muy fácilmente lo que le enseñan. Después de ser sacado del templo del Durmiente por Xardas se da cuenta de que es el elegido de Innos y que debe hacer frente a los enemigos de este.

### Diego
Amigo del héroe sin nombre desde que se conocieron en la Colonia, es un hombre en el que se puede confiar. Es amigo de Gorn, Milten y Lester.
Fue el líder de las Sombras (un grupo de ladrones al servicio de Gómez, un magnate del mineral).
Él es el que se encarga de los nuevos, y los guía para que sean una Sombra.
Es originario de la capital de la isla de Khorinis. Era comerciante del barrio alto (barrio de los ricos), pero un día descubrió que otro mercader, llamado Gerbrandt, robaba a otros mercaderes, pagando a bandidos para que les asaltaran. Pero este se enteró de que Diego lo sabía, y le inculpo de un crimen que Diego nunca cometió, pero que organizó Gerbranth para llevarlo a la Colonia.

### Gorn
Es un de los mercenarios de Lee, llegó a la colonia acusado de herejía. Es un excelente combatiente que se caracteriza principalmente por su corpulencia y fortaleza física y como no, por su hacha. Es amigo de Diego, Milten y Lester, con los que forma un grupo para informarse de cada Colonia.
No duda en prestar su ayuda siempre que haga falta.

### Lester
Lester trabajaba en Khorinis para un alquimista de la ciudad llamado Constantino, por aquel entonces no estaba calvo ni tenía tatuajes. Debido a un delito menor fue enviado temporalmente a la cárcel pero en un intento de fuga mató a dos guardias lo que le condujo a ser arrojado en la colonia. Dentro, eligió el campamento del pantano donde se convirtió en novicio y una persona en la que confiaba casi todo el mundo en el campamento. En el último año de la barrera se interesó por el fuerte de montaña, antigua residencia del condado del valle de las minas y que valía 400.000 piezas de oro. Este y el héroe liberaron el fuerte de harpías y ambos consiguieron lo que buscaban.
Después de la destrucción de la barrera casi todos los miembros del campamento del durmiente se volvieron locos y solo tres conocidos consiguieron escapar cuerdos del valle: Lester, Fortuno y Angar. Los demás fueron poseídos por Beliar y se convirtieron en poderosos magos a su servicio. El nuevo elegido de Beliar les mandó a encontrar al héroe y otros tantos se quedaron a proteger los salones de Irdorath, uno de los cuatro templos de Beliar. A pesar de salvarse aquellos tres, estuvieron sufriendo horribles dolores de cabeza hasta la destrucción del dragón no muerto

### Milten
Milten, originario del continente, se alistó en el ejército (no se sabe si voluntaria o forzosamente) donde se le encargó la defensa del fuerte Sendar que se supone, estaba en la frontera norte del reino. Debido al ataque de los orcos Milten desertó y fue llevado a Khorinis como un preso más. En la colonia ascendió pronto en el Old Camp e hizo amistad con Diego, el sombra más influyente. Gracias a sus habilidades pudo ser admitido como mago de fuego por Corristo. Se hizo amigo de personas de diferentes campamentos como Gorn y Lester, y finalmente del héroe. Este le ayudó a encontrar un talismán orco que se encontraba en uno de los cinco lugares donde se depositaron focos mágicos para la creación de la barrera. Estando en la mina vieja, de paseo presumiblemente, fue testigo del colapso y la inundación de esta. Una vez en el campamento fue objeto de un ataque traicionero contra todos los magos de fuego, sin embargo él consiguió salvarse gracias a la ayuda de Diego.
Una vez a salvo en el campamento nuevo ayudó al héroe a arrebatar la energía mágica de la montaña de mineral, cosa que enfureció a todos los magos del agua.
Con la destrucción de la barrera, fue hasta la ciudad y se alistó en la expedición de Garond para conseguir todo el mineral que fuese posible, esta sin embargo fue un fracaso y, tras la vuelta del héroe al valle de las minas, él y gorn volvieron a Khorinis. Finalmente acompañó al héroe a la lejana isla de irdorath donde este mató al dragón no muerto.

### Lares
Fue el líder de los bandidos del Campamento Nuevo. Es un personaje misterioso. No es que tenga muchos amigos en la Colonia, dado que es odiado por casi todos los del Campamento Viejo.

### Lee
Es el líder de los mercenarios, tanto antes (protegiendo a los Magos del Agua) como después (protegiendo a los campesinos de Onar). Fue de los primeros en llegar a la Colonia.
Fue un general del rey Robhar II. Era odiado por los demás generales, dado que el rey escuchaba sus consejos. Furiosos, los demás generales organizaron un complot para asesinar a la esposa del rey y culpar a Lee de lo ocurrido. El rey no tuvo opción. Lee se salvó de la pena de muerte por haber prestado grandes servicios al rey, como ganar la batalla de Varant. Fue condenado a la Colonia.
Ahora está deseoso por llegar al continente y vengarse de los generales por lo que le hicieron, y del rey por permitirlo.

### Saturas
Fue el líder de los Magos del Agua del Campamento Nuevo de la Colonia. Es uno de los magos más poderosos de la Colonia.

### Angar
Fue el líder de los Templarios, los guerreros de La Hermandad. En esa época se llamaba Cor Angar. Es una persona honrada y modesta, y se puede confiar en él.

### Thorus
Fue el líder de los Guardias del Campamento Viejo. Él decidía quien podía pasar a ver a Gómez. En la expansión NotR, es un guardia que decide quien puede acceder o no a las minas de oro. Pasa a ser el líder del campamento bandido con la muerte de Raven.

### Gómez
Fue el personaje más poderoso de toda la Colonia. Era codicioso y no tenía muy buen humor. Él se encargaba de que el rey le diera todo lo que pedía a cambio del mineral que sus cavadores extraían. Gómez tenía dos guardaespaldas: Arto y Scar, y a Bartholo, su consejero.

### Xardas
Xardas es el mago más poderoso del reino de Myrtana. Nació en Khorinis y es extremadamente viejo. Tiene aspecto débil y frágil, y los ojos atrofiados pero gracias a su inmenso poder eso no es problema para él. Fue huérfano desde joven y se convirtió en novicio del monasterio de Khorinis hasta que alcanzó el rango de mago. Gracias a sus estudios adquirió grandes poderes que le permitieron convertirse en el mago supremo de Khorinis, acompañado de su discípulo Pyrokar. Ejerció de consejero del rey Rhobar I durante la primera guerra orca así como de Rhobar II en la siguiente guerra contra los orcos. Él pidió al rey la creación de una barrera mágica alrededor del valle de las minas pero su plan no era evitar fugas de los presos sino preservar el mineral de la influencia de Beliar. Al ser el mago más poderoso él dirigió la infructuosa creación de la barrera.
Se marchó del campamento viejo para averiguar que había hecho que la barrera alcanzara límites desproporcionados y les hubiera tragado. Se aisló en una torre en medio de las tierras orcas a estudiar la magia negra hasta que conoció al primer preso que había eliminado a sus golems. Para comprobar que era el elegido de Innos le mandó al templo subterráneo del Durmiente para que pudiese acabar con el archidemonio Krushak, elegido de Beliar, y así robar el alma, sin embargo no tuvo ocasión ya que el teletransporte que usó para llegar le gastó toda su energía.
Sin embargo tuvo otra oportunidad de robar el poder de Beliar con la llegada de los dragones a Khorinis. Gracias a sus conocimientos guio al héroe a los salones de irdorath donde se ocultaba el nuevo elegido de Beliar, un dragón no muerto. Una vez el héroe le dio muerte Xardas tomó su alma y adquirió el poder terrenal de Beliar...

### Lord Hagen
Tras la destrucción de la Barrera, el rey mandó a Hagen, uno de los generales y paladín, a que extrajese todo el mineral posible del valle de las minas y retornase a la capital a bordo del último barco de la flota, el esmeralda. Conocía a Lee de las anteriores campañas y le ofreció indulto al no creerle culpable del asesinato de la mujer del rey.

### Vatras
Es un venerable Mago del Agua, representante de Adanos en Khorinis y líder del Anillo del Agua.

### El Durmiente
Fue un poderoso archidemonio invocado mil años antes de la creación de la barrera mágica alrededor del Valle de las Minas por cinco chamanes orcos que buscaban una fuente de poder de su dios Beliar para acabar con sus adversarios humanos así como las tribus enemigas. Cuando fue creado, Beliar lo escogió como su elegido y comenzó su sueño de 1000 años para estar preparado para cuando las constelaciones fuesen favorables a Beliar. Cuando se percató de la creación de la Barrera empezó a despertar y mandó visiones a varios cavadores para que construyesen un campamento en el pantano. Mandó visiones de uan cueva orca deliberadamente para que muriesen muchos de los templarios. Finalmente Berion y Angar se dieron cuenta de la verdad del Durmiente aunque el primero de ellos murió justo después de darse cuenta. El héroe sin nombre, con la ayuda de Xardas y el chamán desterrado Ur-Shak entró en el templo subterráneo y destruyó al Durmiente.

## Facciones

### Paladines
Son los "Guerreros de Innos". Luchan en nombre de Innos y del rey, y responden ante los Magos de Fuego. Llegan a la isla de Khorinis en La Esmeralda (el navío más grande y poderoso de todo el reino), por orden de Robhar II, con la intención de extraer todo el mineral posible hasta llenar el barco, ya que con la destrucción de la barrera, un 70% de los excavadores murieron o desaparecieron, y el resto huyeron. Están comandados por Lord Hagen, uno de los generales del rey, que asumió el puesto de gobernador de la isla.

### Magos de Fuego
Los Magos de Fuego son los representantes de "Innos" en la tierra, siendo los encargados de preservar y predicar su fe a todos los habitantes. Solo unos pocos son escogidos para portar el don divino que Innos dio a los humanos, la magia. Para poder aspirar a ser un mago de fuego, primero debe se debe servir como novicio por un buen tiempo en un monasterio, y si el consejo superior del monasterio considera adecuado al novicio para aspirar a la túnica de mago, a este le permiten presentar la prueba del fuego, requisito necesario para convertirse en mago.

### Mercenarios
Es un grupo de guerreros experimentados. La mayoría son mercenarios huidos de la Colonia, pero otros vinieron de las Islas del Sur. Están liderados por Lee, y Torlof es su mano derecha. En Gothic defienden a los Magos de Agua de la Colonia, dándoles estos mineral con el que comprar lo que quieran y una cabaña para cada uno, mientras que en Gothic II defiende a unos granjeros que solo les dan de comer y un granero en el que dormir todos.

### Magos de Agua
Salen solo en la expansión de Gothic II. Están investigando una antigua civilización que desapareció misteriosamente sin saber por qué. Son los mismos de la Colonia, dirigidos por Saturas. No creas que se olvidan de lo que le hizo el héroe sin nombre al montón de mineral mágico, y no confiarán en él hasta que no se lo demuestre.

### Bandidos
Salen en Gothic II, pero en su expansión The Night Of The Raven los conocerás más a fondo. En la isla de Khorinis están dirigidos por Dexter, que fue un mercader del Viejo Campamento en la Colonia. En la expansión son los responsables de todas las misteriosas desapariciones. A su vez, Dexter recibe órdenes directas de Raven, un magnate del mineral, que utiliza a estos desaparecidos como esclavos para una excavación en una mina de oro. Si has jugado a Gothic I y juegas a Gothic II The Night Of The Raven, volverás a ver a bastantes personajes y conocidos de la Colonia.

### Piratas
Son casi todos antiguos convictos de la colonia. Están liderados por el capitán Greg. Solo salen en la expansión de Gothic II: The Night of the Raven. No son muy numerosos y están enfrentados con los bandidos. Antes asaltaban barcos, pero ahora ya no pasa ninguno desde hace tiempo. El único fue un barco de la armada real, lleno de paladines, que hundieron en un abrir y cerrar de ojos el barco de los piratas. Perecieron todos los piratas menos Greg, que consiguió llegar a tierra y salvarse.

### Hashishins
Son una de las mayores facciones del juego, su líder y fundador es Zuben, actualmente reside en Isthar, la capital de Varant, Zuben fue arrebatando a los Nómadas las fuentes de agua potable y fundando allí sus ciudades: Mora sul, Bakaresh, Isthar (la capital) Ben sala, Ben Erai, Braga. Los hashishins son codiciosos y muy peligrosos, son unos asesinos despiadados y negreros, en su tierra (Varant) son numerosas las ruinas y templos de los "Antiguos", repletas de chacales y monstruos más poderosos, los hashishins utilizan los templos como medio para conseguir dinero, ya que los Orcos pagan generosamente por excavar las ruinas. En general los hashishin simbolizan el Mal curtido, poderoso, ávido de riquezas y mercenario. Su maldad es incluso más flagrante que la de los orcos , pues traicionan a su raza y les proporcionan esclavos. La esclavitud añade un dramatismo más intenso a Gothic 3 que a sus predecesores.

### Nordmar
Son los feroces y rudos guerreros que habitan las gélidas tierras del norte, frecuentemente llamados bárbaros por los extranjeros. Defienden a sus pueblos de los orcos, y su furia y experiencia en el combate contra los orcos hace que muchos de sus guerreros más experimentados sean conocidos como exterminadores de orcos. Se dividen en clanes, Clan Lobo, donde habitan los mejores cazadores, Clan Martillo, hogar de los mejores herreros, y donde se puede encontrar a Ingvar y el horno fundición de mineral mágico, y Clan Fuego, donde encontraremos a los mejores guerreros y leales servidores de Innos.

### Rebeldes
Son los únicos ciudadanos libres de Myrtana y que añoran volver a sus aldeas y expulsar a sus invasores. Están pobremente armados y equipados pero lo compensan con un valor excepcional y sus fuerzas se engrosan frecuentemente con la liberación o huida de esclavos que pasan a formar parte de sus filas. Los pocos que quedan se esconden en los bosques o en las cuevas. Adoran a Innos. Luchan contra la invasión de los orcos en Myrtana, y además de rebeldes son llamados monárquicos por seguir leales al rey Rhobar. Los principales campamentos rebeldes son: Reddock, Okara y Nemora.

### Montaraces
Grupo de personas dedicadas a la caza que suelen estar acompañados por un druida. Se asientan en lugares apartados y generalmente se localizan en el reino de Myrtana. Sus enemigos son los siervos de Beliar debido al desequilibrio de poder que está presente (victoria de Beliar) y la flaqueza que muestra Innos. El druida posee la magia de Adanos que no destaca por ser ofensiva si no por los efectos sobre los animales, además tienen las llamadas piedras druídicas (un total de 7), que permiten transformarse en animal sin necesidad de aprender magia a cambio de una pequeña cantidad de maná.

### Nómadas
Se encuentran en el desierto de Varant, fueron expulsados de sus ciudades por los hashishins y ahora se hallan escondidos en cuevas u oasis en el desierto esperando la oportunidad de recuperar sus tierras. Sus líderes espirituales son los Magos de Agua.

## Enemigos y personajes hostiles

### Orcos
Son los enemigos del reino en el Gothic 1 y 2, están asediando el castillo del valle de las minas. liderados por los Dragones son muchos. hay tres clases: guerreros orcos, chamanes orcos y orcos de elite también te salen unos cuantos en Korinis donde tienen un gran territorio que está en las afueras.

#### Explorador Orco
Solo sale uno que está en una pequeña llanura al lado de la ciudad de Korinis tienes que coger su arma para dársela al herrero para ser su aprendiz.

#### Guerrero Orco
Son los orcos más comunes del juego, no tienen buena armadura, pero aun así son fuertes, es conveniente evitarlos hasta tener un alto nivel, a veces hacen guardia a los chamanes orcos.

#### Chamán Orco
Son orcos que poseen poder mágico, su ataque consiste en una bola de fuego, son bastante peligrosos en cualquier nivel.

#### Orco de Élite
Orcos muy poderosos, que poseen una imponente armadura y una espada dentada.

#### Señor de la guerra Orco
Orcos muchos más poderosos que los anteriores, aparecen desde Gothic II y casi siempre están acompañados de guerreros orcos.

#### Coronel Orco
Líderes de los demás orcos, con un alto nivel no son difíciles de matar pero siempre están acompañados.

### Dragones
Su primera aparición es en Gothic II son bastante poderosos pero no suele haber muchos (en Gothic III solo hay un par) en Gothic II son los enemigos más fuertes y tienen mucha fuerza, dado que tienen aliento de fuego a los guerreros se les presentan más dificultades a la hora de matarlos ya que el fuego no cubre mucho a la armadura pesada, sin embargo a un mago no le debería suponer muchos problemas ya que su túnica tiene bastante aguante mágico y de fuego.

### Esqueletos
Estos esqueletos son muy abundantes así como en mazmorras, cuevas, lugares sombríos y similares no suelen estar en sitios abiertos como en bosques ni cerca de las ciudades. Tienen bastante fuerza física pero tienen muy poca defensa, existen varios tipos de esqueletos, el esqueleto normal que siempre le vemos sin ningún tipo de protección y de arma llevan una hoz pequeña (en Gothic III llevan espada y muchos llevan un arco). Después están los esqueletos exploradores que se presentan con una armadura medio destrozada por el torso y parte de la armadura inferior estos ya son los más difíciles de matar pero tienen poca fuerza física. Y por último los esqueletos guerreros son los más poderosos, apenas tienen armadura por lo tanto tienen una defensa física media pero la fuerza física de estos es muy alta, cuando van en grupos son muy peligrosos pero uno a uno no suponen ninguna amenaza para un guerrero experimentado.

### Zombis
Los primeros zombis que aparecieron en la saga de gothic fue en el antiguo círculo de piedras, Estos personajes se convirtieron en zombis por el hechizo que protegía la tumba del círculo de piedras. Quien entrase tendría una muerte espantosa y se quedaría vigilando la tumba incluso después de muerto. Otra característica de los zombis es que también tienen una fuerza sobre-humana, pero su velocidad es pésima y tardan bastante en reaccionar ante el enemigo.

### Golems
Estos monstruos son bastante escasos y por tanto son muy peligrosos cuerpo a cuerpo, cada uno de ellos exige una manera distinta de combatir... si el golem que se nos presenta es de fuego se tendrá que utilizar el elemento contrario al fuego.

#### Golem de piedra
Son los más duros por su enorme fuerza física. En Gothic III suelen estar en Myrthana y así como en bosques y montañas, su punto débil son las armas físicas, un arma cortante (como una espada) no sirven para derrotarlo y solo se pueden abatir con mazas y martillos.

#### Golem de fuego
Muy peligrosos pero muy lentos. Si la armadura que llevemos no tiene suficientemente protección contra el fuego probablemente nos mataría de un solo golpe. La única manera de matarlos es con hechizos de hielo, de agua o de electricidad...los otros hechizos no le afectan solo los del elemento opuesto al fuego. Se encuentran en Varant.

#### Golem de hielo
Estos son muy abundantes en Normar(Gothic III) y en el campamento nuevo(Gothic II), al igual que al golem de fuego solo le afectan los hechizos opuestos a su elemento, el fuego. Hechizos como Flecha de hielo, Lluvia de fuego, Tormenta de fuego son muy efectivos, el hechizo Bola de fuego normal basta para acabar con él.

### Demonios
Grandes monstruos alados y con aliento de fuego. Son muy poderosos y hace falta un buen nivel para eliminarlos. Los Señores Demonios son los más fuertes y de pigmentación distinta.

## Flora de Gothic
Existe una variada flora en la saga de Gothic, entre ellas se encuentran las plantas curativas, maleza de llanura, acederas, raíces de dragón, raíces de fuego, saúco anciano, etcétera.

## Fauna de Gothic

### Carroñeros
Similares a un gran pájaro sin alas, estos animales son muy abundantes. Nunca van solos, siempre en un grupo de al menos dos de ellos, aunque también te los puedes encontrar en grupos mucho más extensos. Una particularidad es que, como indica su nombre, son adictos a la carroña. Tanto lo son, que a veces paran de atacarte para ir a picotear los restos de otro carroñero. Son bastante fáciles de matar, aunque a niveles bajos pueden suponer un grave problema, sobre todo si son muchos.

### Ratopos
Su nombre lo dice, son la fusión de una rata con un topo. Habitan por bosques y te los encuentras solo en parejas de dos. Son muy débiles, tanto en niveles altos como en bajos.

### Lobos
Son lobos como los de la vida real, se les suele encontrar solos o más comúnmente en grupos de entre 2 y 4 miembros. Con las respectivas habilidades se les puede extraer la piel, dientes, etc.
Son fáciles de matar, pero es recomendable usar arco para matar al menos a uno a distancia, ya que actúan como manada y atacan juntos SIEMPRE.

### Moscas de Sangre
Son unos mosquitos gigantes, atacan con su inmenso aguijón en su cola, pero son fáciles de derrotar con una espada o con una flecha, generalmente habitan en los bosques y pantanos.

### Ratas Gigantes
Enormes ratas negras, te las encuentras en lugares oscuros, como pasadizos, cuevas, etc. Te las puedes encontrar solas, pero lo más normal es que haya dos o tres. A veces te puedes encontrar con más, pero es extraño. También son adictas a la carroña, aunque no tanto como los carroñeros. Son muy fáciles de matar, aunque en niveles muy bajos te pueden resultar algún problema si son muchas. Son bastante asquerosas.

### Tiburones de la Ciénaga
Poderosos híbridos entre gusano y tiburón, habitan zonas pantanosas y no son un enemigo grato de encontrar. Es característica su persecución siseante y arrastrada, repulsiva, de hecho son de los monstruos más tenaces al perseguirte.

### Chasqueadores
Son grandes y fuertes, similares a velocirraptores diminutos. No tienen mucha defensa física, por lo tanto son débiles en cuestión de protección, se les puede extraer los dientes y en Gothic 3 la piel tienen un color ocre. Después del chasqueador viene otro tipo de chasqueador más evolucionado llamado Cuchilla. Ambos son del mismo tamaño pero la cuchilla tiene el doble de fuerza física y el triple de defensa, aunque no son muy abundantes.

### Acechadores
Monstruos de aspecto temible pero muy débiles, moran en las orillas de los ríos y en zonas pantanosas o lugares con agua estancada, una gran característica de esta criatura es que le permiten saltar a muchísima distancia, pero en cuestión de defensa es pésimo y la fuerza mediocre. Es un monstruo simple. En Gothic III hay un tipo de acechador que envenena y así lo hacen más peligroso.

### Lagartos
Grandes lagartos verdes, tienen una apariencia débil pero no hay que confiarse por esta criatura pues las apariencias engañan y este tipo de monstruo es bastante rápido y tiene bastante fuerza, por lo que puede acabar con un nivel bajo en el acto; sin embargo un nivel alto lo puede matar como si nada. Existe otro tipo de lagarto mucho más extremo llamado Lagarto de Fuego, esta especie de lagarto es de los monstruos más peligrosos en Gothic. Cuando su aliento flamígero entra en contacto con alguien, este empieza a arder, pueden matar de un solo golpe al más experimentado de los guerreros, pero son muy escasos. Lo único que se puede extraer de ellos es su lengua. Son muy reconocibles a distancia, su cresta roja hace que se les vea de lejos, es aconsejable antes de emprender una lucha con ellos llevar amuletos o armadura que protejan contra el fuego.

### Incursores del Campo
Son muy similares a escarabajos gigantes. Como indica su nombre, los encuentras en campos de cultivo, aunque a veces no es así. Suelen ir en grupos de dos o tres, pero a veces hay bastantes más. No son muy rápidos y tampoco muy fuertes, pero en niveles bajos te pueden poner en un grave apuro si hay más de uno.

### Huargos
Son los perros de los orcos. Un poco más grandes que sus parientes más cercanos, los lobos, son casi igual de fieros que sus amos. Como antes se ha dicho, están donde hay orcos, aunque en algunos casos pueden encontrarse por los bosques en pequeños grupos. Cuándo subes de nivel, dejan de ser un problema, pero si te encuentras con uno teniendo tu poca experiencia, sal corriendo si te quieres evitar una muerte rápida.

### Reptadores de la Mina
Son una especie de hormigas gigantes que viven en las minas. En Gothic I solo se encuentran en las minas del Campamento Viejo, en Las Minas del Campamento Nuevo, y en El Templo del Durmiente, y en Gothic II los encontraras cuevas y pasadizos.

### Guerreros Reptadores de la Mina
Estos son mucho más poderosos que los comunes reptadores que encontramos en la Vieja mina. Estos tienen mucha más fuerza física y también una gran defensa, además de poder extraer sus mandíbulas también se les pueden extraer las placas que tienen, con las cuales se podrá fabricar una armadura. Este tipo de reptador es exclusivo de las minas del Campamento Nuevo.

### Bestias de la Sombra
Son bestias que habitan normalmente en cuevas y bosques, son grandes, fuertes y rápidos. Si ves uno y el héroe es de nivel bajo, es conveniente no ser detectado por la bestia ya que si intenta huir, le cazará rápido, es muy veloz.
Las Bestias de sombra han sido descritas como criaturas casi extintas en el mundo de Gothic, Muy pocas quedan en los alrededores de Khorinis, Duermen de día y Se mantienen alertas de noche si entras en su sector de caza.

### Troles
Gigantes, simiescos y brutales, estos peludos enemigos son solo para guerreros expertos. Moran en lugares recónditos, y resulta difícil vencerlos sin ayuda. Sus potentes golpes hacen que nuestro héroe salga volando por los aires. Lo único bueno de estos seres es su extrema lentitud (relativa) que te permite dejar atrás sus rugidos guturales.
Se han dado a conocer troles normales, encuéntralos en las profundidades de los bosques.
pero ahí una diversidad de "trolls de cueva" como el 'guardián' de las primeras puertas de los salones de irdorath

### Trol Negro
Solo hay uno en Gothic II. Es una especie de trol mejorado, con pelo negro y cuernos. Es mucho más fuerte que un trol normal, y empujará al héroe mucho más lejos de un puñetazo; pero es igual de lento y torpe que los demás troles.

### Dragones Chasqueadores
Una potente variante del chasqueador, de aproximadamente el mismo tamaño pero poder muy superior. Su nombre proviene de su apariencia draconiana, poseen cuernos y en general un aspecto fiero. Como los chasqueadores, suelen ir en grupo. Son mucho más abundantes en el Valle de las Minas. En la expansión NotR son muy peligrosos y es mejor evitarlos hasta llegar a un nivel muy alto.

## Dioses
Los dioses en este videojuego son tres: Innos, Adanos y Beliar.

### Innos
Es el Dios de la creación. Su elemento es el fuego, y muchos de sus hechizos están relacionados con él. Los sacerdotes de Innos en la tierra son los Magos de Fuego, y sus guerreros son los Paladines. Los Magos de Fuego dedican su vida a la oración, a la penitencia y al estudio de los dioses. Viven en Monasterios, alejados del resto de la gente. Para llegar a ser un Mago de Fuego, hay que lograr entrar en un Monasterio y convertirse en Novicio. Los Novicios están al servicio de los magos, cumpliendo con todas aquellas tareas simples que los magos consideran que no están a su altura. Tras una larga temporada sirviendo a los magos, los Novicios tienen que pasar la Prueba de Fuego para poder vestir la túnica roja que les identifica como Magos de Fuego. En cambio los Paladines son guerreros al servicio del rey Rhobar II, y al servicio de Innos. Aquellos que quieran ser Paladines primero deben alistarse en el ejército como simples miembros de la milicia. Tienen que demostrar su valor en combate, realizando grandes hazañas. Muy pocos logran la armadura que les identifica como paladines.

### Adanos
Es el dios del equilibrio. Su elemento es el agua, y sus hechizos están basados en el hielo o en las tormentas. La misión de Adanos en el mundo es muy clara: mantener el equilibrio entre Innos y Beliar, dioses que están en guerra desde el principio de los tiempos. Es un dios neutral, y como hemos dicho busca el equilibrio y la paz, en un mundo en guerra constante. No por ello hay que considerarlo como un dios débil, ya que su ira arrasó una civilización entera. Las tierras de Jharkendar fueron asoladas por una inundación que provocó el propio dios, harto de las guerras entre sus habitantes, que le habían traicionado. Los sirvientes de Adanos en la tierra son los Magos de Agua. Estos magos no viven encerrados en monasterios, sino que su vida es nómada, y están allí donde se les necesita. Viven con los nómadas del desierto de Varant, al sur de Myrtana, y son sus líderes espirituales. Tienen muchos aliados secretos, los cuales forman el Anillo del agua. Estos miembros ayudan a los Magos de Agua en sus propósitos.

### Beliar
Es el dios de la destrucción, y uno de sus objetivos es destruir a los siervos de Innos, su eterno enemigo. Nótese el parecido del nombre con Belial uno de los múltiples nombres bíblicos aplicados al Demonio. Sus hechizos afectan a la mente de las personas (miedo, dormir,...), invocan monstruos y lanzan rayos. Beliar tiene poderosos aliados en el desierto de Varant: el pueblo de los hashishins. Se trata de una raza de asesinos y comerciantes sin escrúpulos. Zuben es su rey, y su obsesión es matar a Rhobar II, rey de Myrtana y elegido de Innos. Zuben es el elegido de Beliar en la tierra, y su poder alcanza todo el desierto. Los Magos Negros son los discípulos de Beliar. Son magos muy poderosos, y son temidos por todo el mundo, tanto por enemigos como por su propio pueblo. Sus artes oscuras les hacen ser respetados por el resto de hashishins.